# Sterreria boucheti
Espèce
Sterreria boucheti est une espèce de némertodermatides de la famille des Nemertodermatidae, des vers marins microscopiques.

## Répartition
Cette espèce est endémique de Papouasie-Nouvelle-Guinée, elle se rencontre dans le lagon de Madang dans l'océan Pacifique.

## Description
Sterreria boucheti mesure 1,5 mm.

## Étymologie
Cette espèce est nommée en l'honneur de Philippe Bouchet.

## Publication originale
- Meyer-Wachsmuth, Curini Galletti & Jondelius, 2014 : Hyper-Cryptic Marine Meiofauna: Species Complexes in Nemertodermatida. PLOS ONE, vol. 9, no 9, p. e107688.